# Iglesia de San Pedro (San Marino)
La Iglesia de San Pedro (en italiano: Chiesa di San Pietro) es una pequeña iglesia católica de San Marino que fue construida en el año 600, donde se encuentra un altar con incrustaciones preciosas de mármol donadas por el músico romano Antonio Tedeschi  en 1689, y que está coronada por una estatua de San Pedro de Henry Saroldi. En la cripta de esta iglesia son visibles dos nichos que según la tradición son los lechos de San Marino y San Leo. En 1849 en la iglesia se refugiaron Garibaldi y Anita Garibaldi en su huida tras la caída de la República Romana. En el interior se encuentra un monumento dedicado al Papa Juan XXIII erigido por el gobierno de la república.